# Ушэн
Ушэ́н (кит. упр. 武胜, пиньинь Wǔshēng) — уезд городского округа Гуанъань провинции Сычуань (КНР).

## История
При империи Южная Ци был создан уезд Ханьчу (汉初县). При империи Западная Вэй в 556 году из уезда Ханьчу был выделен уезд Цинцзюй (青居县). При империи Суй в 583 году уезд Цинцзюй опять был присоединён к уезду Ханьчу.
После того, как эти места были завоёваны монголами, в 1267 году здесь был образован военный округ Ушэн (武胜军), по статусу равный уезду. Позднее он был поднят в статусе до области Динъюань (定远州). В 1285 году был образован уезд Динъюань (定远县).
Когда после Синьхайской революции образовалась Китайская республика, то в 1914 году в связи с тем, что в провинциях Аньхой, Шэньси и Юньнань имелись одноимённые уезды, уезд Динъюань был переименован в Ушэн.
В 1950 году был образован Специальный район Дачжу (大竹专区) и уезд вошёл в его состав. В 1953 году Специальный район Дачжу был расформирован, и уезд перешёл в состав Специального района Наньчун (南充专区). В 1968 году Специальный район Наньчун был переименован в Округ Наньчун (南充地区).
В 1993 году округ Наньчун был расформирован, и уезд Ушэн вошёл в состав нового Округа Гуанъань (广安地区). В 1998 году постановлением Госсовета КНР округ Гуанъань был преобразован в городской округ Гуанъань.

## Административное деление
Уезд Ушэн делится на 17 посёлков и 14 волостей.